# معثنة حلوانية
معثنة حلوانية (الاسم العلمي:Compsopogon helwanii) هي نوع من النباتات الحمراء تتبع جنس المعثنة من فصيلة المعثنيات.